# Wywiad swobodny
Wywiad swobodny, także wywiad nieustrukturyzowany – technika badawcza, stosowana m.in. w naukach społecznych i behawioralnych, należy do grupy metod jakościowych.

## Opis
Technika ta charakteryzuje się tym, że pytania nie są skategoryzowane, lecz badacz lub ankieter posługuje się dyspozycjami do wywiadu, czyli luźno sformułowanymi problemami, które szeroko omawia z respondentem.  W wywiadzie swobodnym nie jest istotna kolejność zadawania pytań, lecz aranżowanie sytuacji zbliżonej do naturalnej rozmowy.
Ważne jest w tej metodzie wzbudzenie motywacji respondenta do udzielania szczerych odpowiedzi. Czynnikami pozytywnie wpływającymi na szczerość odpowiedzi respondentów są: ciekawość poznawcza ankietera, ciekawość danego tematu, motywowanie badanego do udzielenia pomocy badaczowi, szansa na własną ekspresję oraz traktowanie wywiadu jako wyróżnienia własnej osoby. Czynniki, które negatywnie wpływają na odpowiedzi respondenta to przede wszystkim: długość trwania wywiadu, dociekliwość w kwestiach drażliwych, brak przygotowania do zastanej sytuacji społecznej badanego.
Metoda ta tylko w nikłym stopniu pozwala na ilościową analizę materiału empirycznego ze względu na to, iż pytania nie są zestandaryzowane. Możliwa jest jednak kategoryzacja odpowiedzi, przy czym w takiej sytuacji interpretacja tekstu przez badacza narażona jest na znaczny subiektywizm. Natomiast wywiad swobodny pozwala na bardziej dogłębne poznanie i zrozumienie problemów społecznych.
Ze względów organizacyjnych, w szczególności dzięki czasochłonności i problemów związanych z kategoryzacją odpowiedzi, metoda ta jest mało popularna w socjologii. Do analizy danych pochodzących z wywiadów pogłębionych wykorzystuje się specjalne oprogramowanie do analizy jakościowej.